# Landesliga Schleswig-Holstein 1950/51
Die Landesliga Schleswig-Holstein wurde zur Saison 1950/51 das vierte Mal ausgetragen und bildete bis zur Saison 1962/63 den Unterbau der erstklassigen Oberliga Nord. Letztmals spielte die höchste Spielklasse des Landes Schleswig-Holstein mit nur zwölf Mannschaften; der Meister durfte an der Aufstiegsrunde zur erstklassigen Oberliga Nord teilnehmen, die Mannschaften auf den beiden letzten Plätzen mussten in die Bezirksliga absteigen.

## Saisonverlauf
Die Meisterschaft und damit die Teilnahme an der Aufstiegsrunde sicherte sich Vorjahresabsteiger VfB Lübeck, der nur zwei Niederlagen hinnehmen musste. Der Verein war nach seinem Oberliga-Abstieg wieder in die Landesliga aufgenommen worden, obgleich erst aufgrund des Abstieges des 
Itzehoer SV aus der Oberliga 1951 auf einem SHFV-Verbandstag am 30. Juni 1951 in Bad Schwartau eindeutig festgelegt worden war, dass Oberliga-Absteiger in die Landesliga zurückgegliedert werden und nicht in der Kreisklasse neu beginnen müssen. Die ambitionierten Mannschaften aus Heide und vom Phönix aus Lübeck landeten am Ende der Spielzeit deutlich hinter dem VfB, der jedoch den Wiederaufstieg in die Oberliga verpasste. Im Abstiegsrennen stand bereits früh fest, dass Husum 18 den letzten Platz belegen würde. Der vorletzte Platz wurde zwischen den ostholsteinischen Mannschaften aus Eutin und Neustadt sowie Gut-Heil Neumünster ausgespielt.
Da die Liga zur neuen Spielzeit auf 16 Mannschaften aufgestockt werden sollte, stiegen Neumünster und Husum nicht direkt ab, sondern durften an Relegationsspielen mit den Mannschaften teilnehmen, die in der Aufstiegsrunde zur Landesliga gescheitert waren. Dort konnten sich allerdings keine der beiden Mannschaften durchsetzen.
Der Heider SV vertrat den Schleswig-Holsteinischen Fußballverband bei der deutschen Amateurmeisterschaft 1951, in der er im Viertelfinale gegen Bremen 1860 ausschied.

### Tabelle
| Pl. | Verein                  | Sp. | S  | U | N  | Tore    | Quote | Punkte |
| --- | ----------------------- | --- | -- | - | -- | ------- | ----- | ------ |
| 1.  | VfB Lübeck (A)          | 22  | 18 | 2 | 2  | 068:270 | 2,52  | 38:60  |
| 2.  | Heider SV               | 22  | 14 | 6 | 2  | 075:310 | 2,42  | 34:10  |
| 3.  | LBV Phönix              | 22  | 13 | 3 | 6  | 058:260 | 2,23  | 29:15  |
| 4.  | Fortuna Glückstadt      | 22  | 11 | 4 | 7  | 044:490 | 0,90  | 26:18  |
| 5.  | Eckernförder SV         | 22  | 10 | 5 | 7  | 043:370 | 1,16  | 25:19  |
| 6.  | FC Kilia Kiel           | 22  | 10 | 4 | 8  | 056:460 | 1,22  | 24:20  |
| 7.  | Flensburg 08            | 22  | 8  | 3 | 11 | 032:370 | 0,86  | 19:25  |
| 8.  | TSV Brunsbüttelkoog (N) | 22  | 8  | 3 | 11 | 041:630 | 0,65  | 19:25  |
| 9.  | Eutin 08                | 22  | 5  | 6 | 11 | 038:500 | 0,76  | 16:28  |
| 10. | TSV Neustadt (N)        | 22  | 5  | 4 | 13 | 039:720 | 0,54  | 14:30  |
| 11. | Gut-Heil Neumünster     | 22  | 4  | 6 | 12 | 030:570 | 0,53  | 14:30  |
| 12. | Husum 18                | 22  | 3  | 0 | 19 | 030:590 | 0,51  | 06:38  |

Diese Tabelle entspricht der Angabe im Bericht zur Saison 1951, die beim Deutschen Fußballarchiv weicht davon z. T. erheblich ab
| (A) | Absteiger aus der Oberliga Nord 1949/50                 |
| (N) | Aufsteiger in die Landesliga Schleswig-Holstein 1949/50 |

## Aufstiegsrunden zur Landesliga Schleswig-Holstein 1950/51

### Aufstiegsrunde der Drittligameister
Im Gegensatz zum Vorjahr nahmen die Meister von nun sechs Drittligastaffeln an der Aufstiegsrunde teil.
| Pl. | Verein         | Sp. | S | U | N | Tore    | Punkte |
| --- | -------------- | --- | - | - | - | ------- | ------ |
| 1.  | VfR Neumünster | 5   | 3 | 2 | 0 | 007:300 | 08:20  |
| 2.  | VfB Kiel       | 5   | 2 | 3 | 0 | 012:200 | 07:30  |
| 3.  | TSV Lägerdorf  | 5   | 2 | 1 | 2 | 008:130 | 05:50  |
| 4.  | Schleswig 06   | 5   | 1 | 2 | 2 | 004:500 | 04:60  |
| 5.  | TSV Schwartau  | 5   | 0 | 4 | 1 | 007:100 | 04:60  |
| 6.  | ATSV Lübeck    | 5   | 0 | 2 | 3 | 009:140 | 02:80  |

### 2. Aufstiegsrunde
Aufgrund der Aufstockung der Landesliga auf 16 Mannschaften erhielten die beiden eigentlichen Absteiger aus der Landesliga und die vier in der Aufstiegsrunde gescheiterten Drittligameister eine zweite Chance, sich für die Landesliga zu qualifizieren. In zwei Dreiergruppen wurden zwei Aufsteiger ermittelt. Der erste jeder Gruppe stieg auf, die Zweiten spielten den 16. Platz in der Landesliga aus.

#### Gruppe A
| Pl. | Verein        | Sp. | S | U | N | Tore    | Punkte |
| --- | ------------- | --- | - | - | - | ------- | ------ |
| 1.  | TSV Schwartau | 2   | 2 | 0 | 0 | 006:200 | 04:0   |
| 2.  | TSV Lägerdorf | 2   | 1 | 0 | 1 | 007:600 | 02:20  |
| 3.  | Husum 18      | 2   | 0 | 0 | 2 | 003:800 | 0:40   |

#### Gruppe B
| Pl. | Verein              | Sp. | S | U | N | Tore    | Punkte |
| --- | ------------------- | --- | - | - | - | ------- | ------ |
| 1.  | ATSV Lübeck         | 4   | 2 | 1 | 1 | 008:800 | 05:30  |
| 2.  | Schleswig 06        | 4   | 2 | 0 | 2 | 012:700 | 04:40  |
| 3.  | Gut-Heil Neumünster | 4   | 1 | 1 | 2 | 006:110 | 03:50  |

### Entscheidungsspiel
|              | Ergebnis |               |
| ------------ | -------- | ------------- |
| Schleswig 06 | 2:1      | TSV Lägerdorf |